# 张文奇 (1915年)
张文奇（1915年7月10日—1990年5月24日），男，河南南阳人，中国冶金学家、教育家。中国腐蚀与防护科技领域的开拓者与奠基人。北京钢铁学院（现北京科技大学）、铁道部铁道科学研究院（现中国铁道科学院）、中国腐蚀与防护学会的创始人之一，曾任北京钢铁学院院长，中共八大代表，第三届全国人大代表。

## 生平
1931年至1935年就读于焦作工学院矿业工程系。1935年至1937年就读于北洋大学工学院。1948年获帝国理工学院博士（中国第一位系统从事材料腐蚀研究并获得博士学位的科学家）。
1948年至1952年先后任北洋大学教授、唐山工程学院教授、冶金系主任。
1952年全国院系调整后，到新建立的北京钢铁学院任教，1952年任副院长，1979年任院长。

## 社会兼职
- 1956年当选国家科委冶金学科组组长、腐蚀学科组常务副组长
- 中国金属学会副理事长（1955年）
- 中国腐蚀与防护学会副理事长（1979年）和理事长（1983年）
- 国务院冶金、金属材料及热加工学科评议组成员
- 国务院学位委员会委员（1980年）
- 科学技术协会全国委员会委员（1980年）
- 《中国大百科全书冶金卷》副主编
- 《金属腐蚀手册》和《金属防腐蚀手册》主编